# Замок Майерлинг

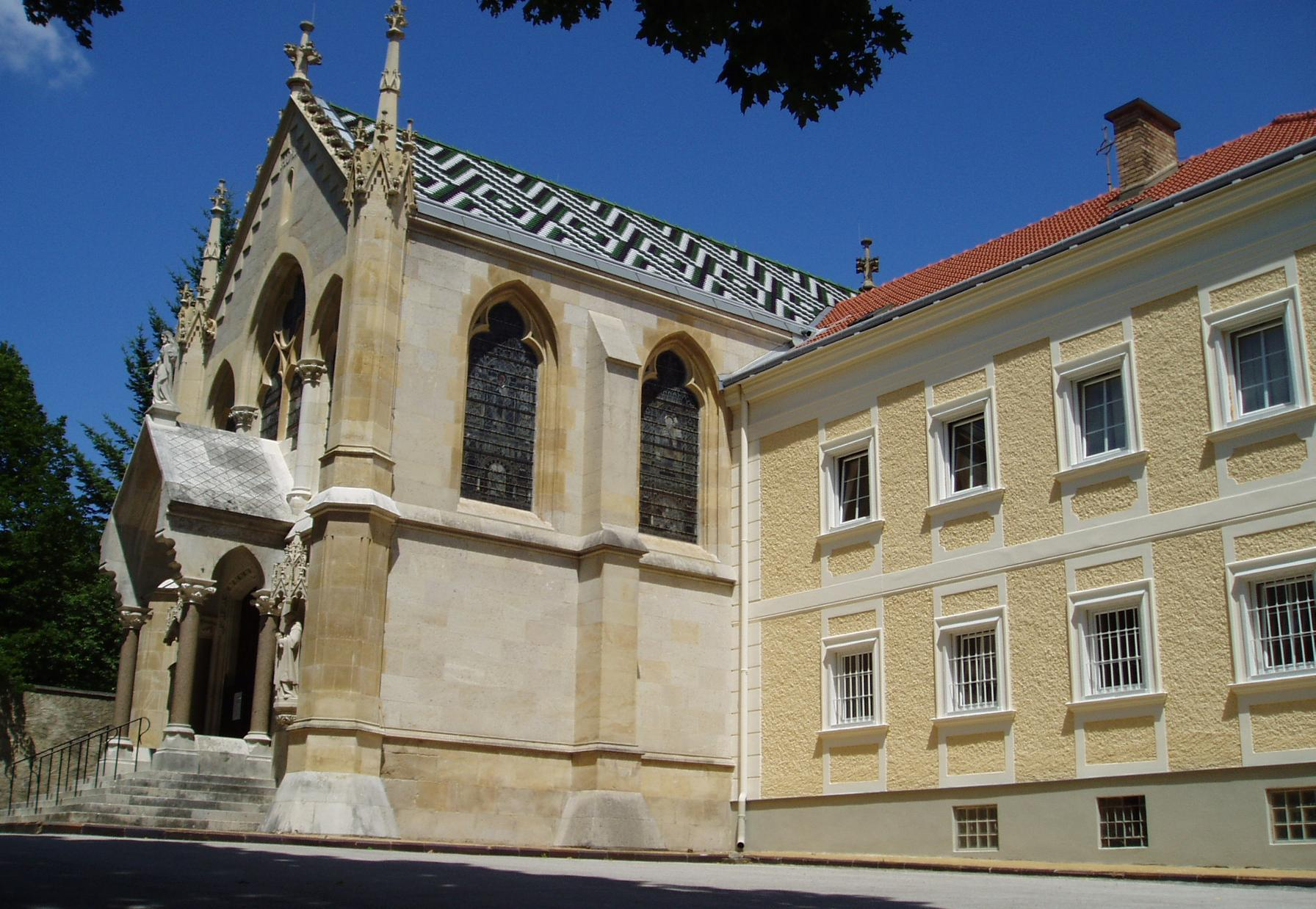
Церковь Богоматери Кармельской и монастырь Святого Иосифа в Майерлинге

Замок Майерлинг — до 1889 года ягдшлосс (охотничий домик/замок) в Майерлинге близ Алланда в Нижней Австрии, к юго-западу от Вены. Сегодня здесь находится монастырь Святого Иосифа босых кармелиток (женская ветвь ордена босых кармелитов).

## Охотничий домик наследного принца

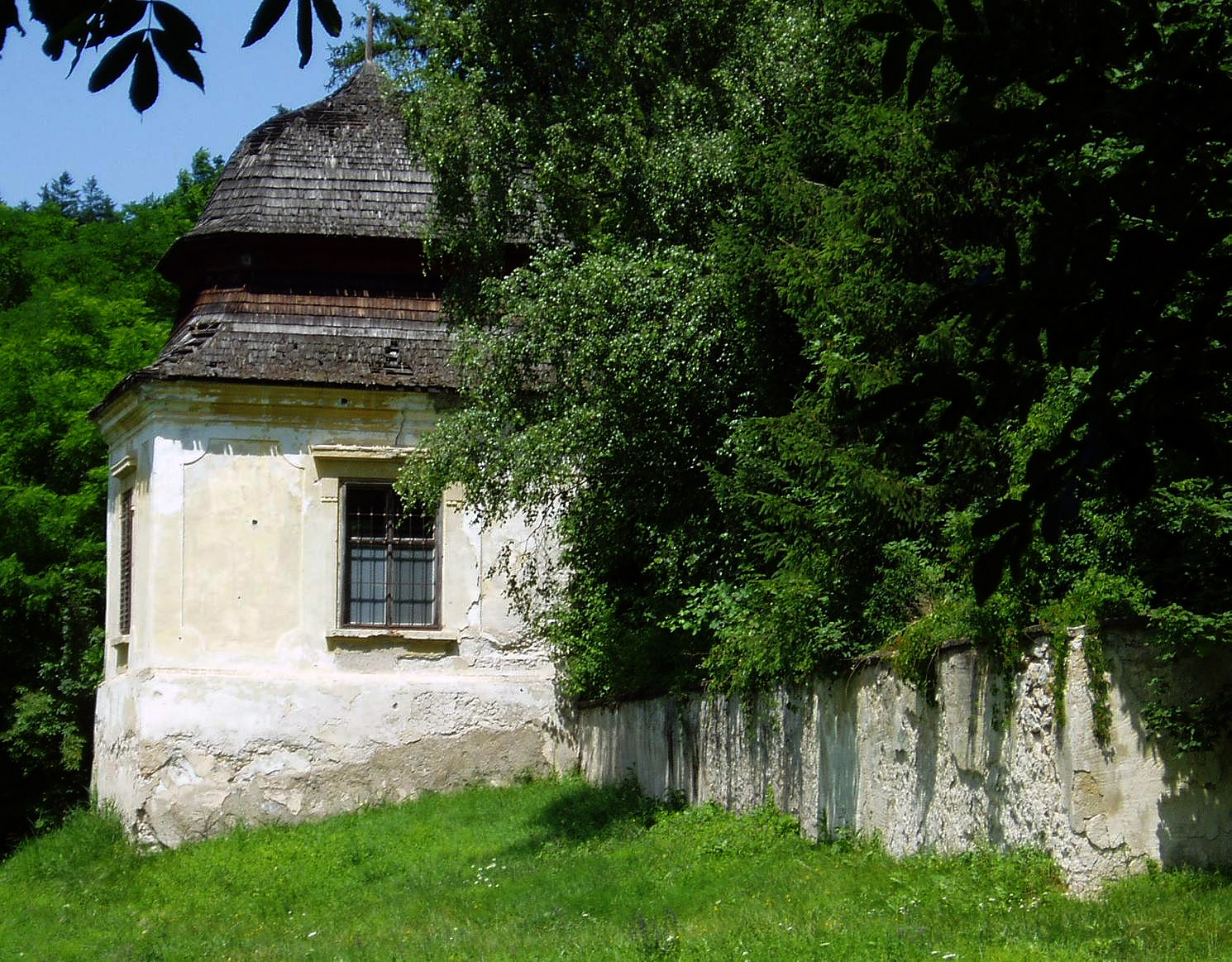
Чайный павильон

Замок, который с 1550 года принадлежал аббатству Хайлигенкройц, был продан в 1886 году наследнику австро-венгерского престола наследному принцу Рудольфу, который превратил его в охотничий домик. В ночь на 30 января 1889 года он умер здесь со своей возлюбленной Марией фон Вечера. Подробности дела до конца не выяснены, поскольку венский суд уничтожил ключевые документы и потребовал от свидетелей сохранять молчание. По основной версии Рудольф, страдавший депрессией, сначала выстрелил в свою возлюбленную, 18-летнюю баронессу Вечера; затем он убил себя выстрелом в голову.
Вопреки его последней воле, Рудольф был похоронен не вместе с Марией фон Вечера на кладбище в соседнем Алланде, а в Императорском склепе в Вене, рядом со своими родителями Францем Иосифом и императрицей Елизаветой. Марию фон Вечера похоронили в Хайлигенкройце.

## Монастырь Святого Иосифа

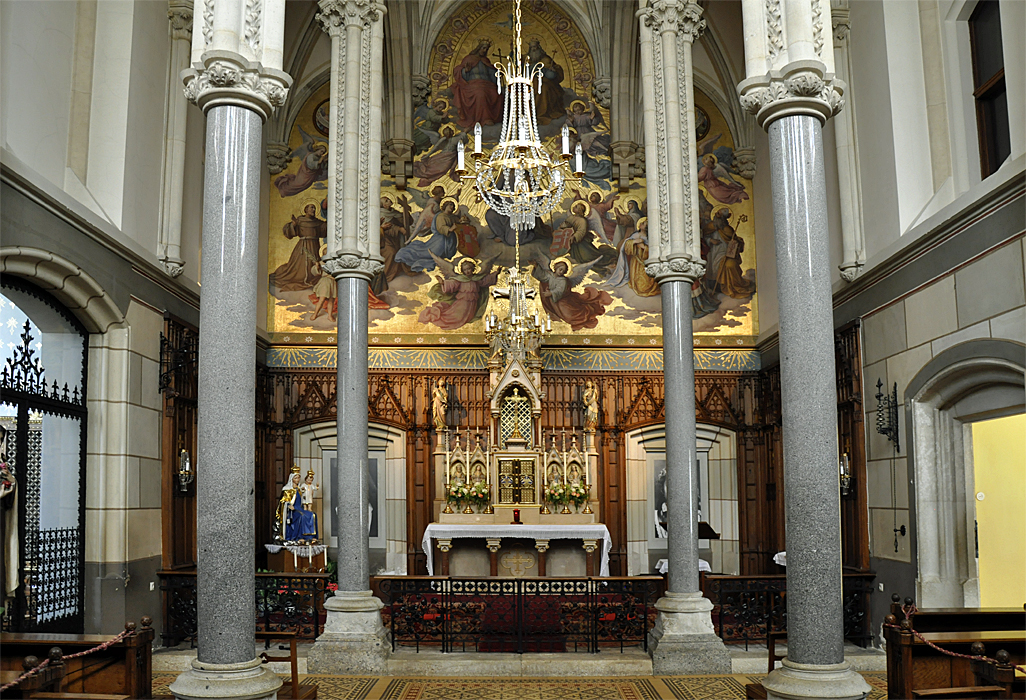
Интерьер монастырской церкви в неоготическом стиле

По распоряжению императора Франца Иосифа I, в 1889 году охотничий домик был преобразован архитекторами Генрихом Шемфилом и Йозефом Шмальцхофером в монастырь ордена босых кармелиток. Император учредил фонд с капиталом в 140 000 гульденов для ремонта и содержания монастыря при условии, что монахи будут молиться за спасение души Рудольфа. Ремонт был спланирован таким образом, что алтарь построенной неоготической церкви возвышался на месте смертного одра наследного принца Рудольфа. На фреске над главным алтарём изображен святой Иосиф, преклонивший колени на облаках, в окружении ангелов и святых. В дополнение к церкви с капеллой, посвящённых св. Иосифу, и хором для монахинь, во время реконструкции к охотничьему домику были добавлены ризница, дормиторий с кельями и монастырская стена с воротами.
Монастырь был открыт 15 декабря 1889 года. В День всех святых церковь была посвящена святому Иосифу, покровителю умирающих, и Богоматери Кармельской. На следующий день, День всех усопших верных, был отслужен реквием по наследному принцу.
В 1940 году нацисты изгнали кармелиток из Майерлинга. У сестёр был один день, чтобы покинуть монастырь. Территория монастыря и здания первоначально использовались национал-социалистами, а затем — Красным Крестом. В 1945 году здания в Майерлинге сильно пострадали во время боёв. В том же году сестры из монастырей Баумгартен и Грац вернулись в Майерлинг, и монастырь был отстроен заново. В настоящее время в монастыре проживают десять кармелиток.
Поскольку из-за отсыревания фундамента, появления плесени, разрушения кладки и отваливающейся штукатурки части здания нуждались в ремонте, монастырь Святого Иосифа при поддержке цистерцианцев Хайлигенкройца начал проект «Спасение кармелитского монастыря Майерлинг» (нем. Rettet den Karmel Mayerling). Работы начались в апреле 2014 года и были завершены в 2017 году. В 2014 году часть помещений были открыты для посещения. Отреставрированный чайный павильон, покрытый (как в старину) деревянной черепицей, и несколько боковых комнат с предметами XIX века сейчас формируют выставку музея замка Майерлинг.